# Wang Xiuting
Wang Xiuting (Shandong, China, 11 de mayo de 1965) fue una atleta china, especializada en la prueba de 10000 m en la que llegó a ser medallista de bronce mundial en 1991.

## Carrera deportiva
En el Mundial de Tokio 1991 ganó la medalla de bronce en los 10000 metros, con un tiempo de 31:35.99 segundos, llegando a la meta tras la británica Liz McColgan y su compatriota la también china Zhong Huandi.